# Lois Lowry
Lois Lowry, nata Lois Ann Hammersburg (Oahu, 20 marzo 1937), è una scrittrice statunitense.

## Biografia
Nata a Oahu (Hawaii, USA) da Robert e Katherine Landis Hammersberg, il cognome mostra le origini norvegesi della discendenza paterna, e durante l'infanzia veniva chiamata dai parenti nord-europei "Sena".
È la seconda di tre figli, Helen, la sorella maggiore e Jon il fratello minore. Nel 1962 la sorella maggiore Helen muore prematuramente a soli 28 anni. 
Proprio il trauma subito e le vicende contigue hanno portano la Lowry a scrivere l'acclamato A Summer to Die.
Il padre, Robert, è stato un medico dell'esercito e negli anni prima e dopo la seconda guerra mondiale ha portato la famiglia a vari trasferimenti forzati, dapprima a Brooklyn (New York City) poi Carlisle (Pennsylvania), Tokyo (Giappone), Governors Island.
Prima di dedicarsi alla letteratura per ragazzi è stata una fotografa e giornalista indipendente nel corso degli anni settanta.
Il suo stile giornalistico attirò l'attenzione della casa editrice Houghton Mifflin, che dopo un po' di pressione riuscì nell'intento di farle scrivere il suo primo libro, A Summer to Die, pubblicato nel 1977.
Nella sua carriera da scrittrice ha vinto due volte la prestigiosa Medaglia John Newbery, la prima volta nel 1990 per Conta le stelle (Number the Stars) e successivamente per The Giver (1993).
Tra i temi preferiti di Lowry nelle sue opere vi sono il razzismo, l'Olocausto, l'omicidio e le malattie terminali. Le sue opere sono presenti in molti istituti statunitensi e sono parte integrante di test curriculari.
La maggior parte delle opere della scrittrice è inedita in italiano.

## Opere

### Il mondo di Jonas(Quartet ofThe Giver)
- The Giver - Il donatore (The Giver, 1993), Giunti 2010 (ripubblicato poi solo come The Giver nel 2014, il romanzo era già stato però pubblicato da Mondadori, nel 1995, con il titolo Il mondo di Jonas)
- La Rivincita - Gathering Blue (Gathering Blue, 2000), Giunti 2011
- Il Messaggero[6] (Messenger, 2004), Giunti 2012
- Il Figlio[7] (Son, 2012), Giunti 2013

Dal primo romanzo è tratto il film The Giver - Il mondo di Jonas. Su un possibile sequel non si sa nulla, anche perché il regista ha voluto dare al film un finale auto-conclusivo. Ciò non accade nel romanzo, il quale finisce con un finale aperto.

### Serie di Anastasia
- Anastasia Krupnik (Anastasia Krupnik, 1979), Mondadori, 1999; ripubblicato da 21lettere nel 2022
- Anastasia ritorna (Anastasia, Again!, 1981), Mondadori, 1999; ripubblicato da 21lettere nel 2021 con il titolo Anastasia, di nuovo!
- Anastasia, al suo servizio (Anastasia at Your Service, 1982), Mondadori, 1999; ripubblicato da 21lettere nel 2021 con il titolo Anastasia al vostro servizio
- Anastasia e il dottor Freud (Anastasia, Ask Your Analyst, 1984), Mondadori, 1999; ripubblicato da 21lettere nel 2022
- Anastasia padrona di casa (Anastasia on Her Own, 1985), Mondadori, 2000; ripubblicato da 21lettere nel 2022
- Anastasia cerca risposte (Anastasia Has the Answers, 1986), Mondadori, 2000
- Anastasia, cosa farai da grande? (Anastasia's Chosen Career, 1987), Mondadori, 2000
- Anastasia fermo posta (Anastasia at This Address, 1991), Mondadori 2000; ripubblicato da 21 lettere nel 2023
- Anastasia, quanti dubbi (Anastasia Absolutely, 1995), Mondadori, 2001

### Serie di Sam
- Anastasia e suo fratello (All about Sam, 1988), Mondadori, 2000
- Anastasia, Sam e la festa di compleanno (Attaboy Sam!, 1992), Mondadori, 2001
- Anastasia e il fratello vampiro (See You Around, Sam!, 1996), Mondadori, 2001
- Anastasia e i sogni di Sam (Zooman Sam, 1999), Mondadori, 2001

### Serie Tates
- The One Hundredth Thing About Caroline, 1983
- Switcharound, 1985
- Your Move, J.P.!, 1990

### Serie Gooney Bird
- Gooney Bird Greene, 2002 (vincitore Rhode Island Children's Book Award)
- Gooney Bird and the Room Mother, 2006
- Gooney the Fabulous, 2007

### Autobiografia
- Looking Back, 1998

### Altro
- Un'estate da morire (A Summer to Die, 1977), 21lettere, 2021
- Find a Stranger, Say Goodbye, 1978
- Autumn Street, 1980
- Taking Care of Terrific, 1983
- Us and Uncle Fraud, 1984
- Rabble Starkey, 1987
- Conta le stelle (Number the Stars, 1989), Giunti, 2012 (vincitore della Medaglia Newbery)
- Stay! Keeper's Story, 1997
- Silent Boy, 2003
- Gossamer (Gossamer, 2006), 21lettere, 2022
- La famiglia Sappington (The Willoughbys, 2008), Il Castoro, 2009